# Wasseiges
Wasseiges is een gemeente in het arrondissement Borgworm, provincie Luik, België. De gemeente telt ruim 3.000 inwoners. Het dorp Wasseiges ligt aan de Mehaigne, die tot op een vijftigtal meter aan het dorpsplein voorbijstroomt en op deze plek regelmatig buiten haar oevers treedt.

## Geschiedenis
De plaats is waarschijnlijk al sinds het Neolithicum bewoond. Wasseiges ligt aan een aftakking van de heirbaan Bavai-Keulen en in het dorp zijn sporen van een Gallo-Romeinse nederzetting aangetroffen.
Tijdens het ancien régime moet de heerlijkheid Wasseiges aanvankelijk aan de bisschop van Luik toebehoord hebben, maar in de loop van de eerste helft van de 11e eeuw kwam het dorp onder het beheer van de Sint-Laurentiusabdij in Luik. In 1035 werd de graaf van Namen aangesteld tot wereldlijk voogd van deze abdij en het heeft er alle schijn van dat daarvan werd geprofiteerd om Wasseiges bij het Naamse patrimonium aan te hechten. De graven van Namen en hun opvolgers bleven de bezitters van de heerlijkheid tot 1755. In dat jaar werd Wasseiges verpand aan Antoine-Joseph d’Obin, die het enkele jaren later ook kocht. De baron d’Obin was meteen ook Wasseiges’ laatste heer.
Te Wasseiges bestond ook nog de kleine heerlijkheid Crupet, die afhing van het leenhof van Namen. In 1343 was zij in handen van Gillis van Crupet, wiens afstammelingen het goed generaties lang in hun bezit hielden. Het ging door huwelijk wel over in de families Montjoie (eind 15e eeuw) en Spontin-Beaufort (1617).
Wasseiges was de hoofdplaats van een van de zeven baljuwschappen van het graafschap Namen. In het dorp bestonden vier gerechtshoven : het hof van de graaf van Namen bevoegd voor de hoge rechtspraak, de hoven van de heer van Wasseiges en de heerlijkheid Crupet, het leenhof van Sint-Laurentius en een cijnshof.
Religieuze instellingen met eigendommen te Wasseiges waren : de abdijen van Salzinnes (Namen),
Neufmoustier (Hoei) en Grandpré (Faulx-les-Tombes) en de kapittels van Andenne en Onze-Lieve-Vrouw van Namen.
In 1321, tijdens de oorlog tussen prins-bisschop Adolf van der Marck van Luik en graaf Jan I van Namen, werd Wasseiges platgebrand. In 1356 gebeurde dit nog een keer, maar deze keer in opdracht van Wenceslaus I van Brabant. Ook in 1408 leed Wasseiges oorlogsschade.
In 1591 werd Catherine Pot d’Or hier als heks op de brandstapel ter dood gebracht.
In 1676 hield Lodewijk XIV halt te Wasseiges.
Al tijdens de middeleeuwen was Wasseiges een bescheiden socio-economisch en administratief centrum, dat al van voor 1265 over een vrijheidsoorkonde beschikte. In 1289 werd hier ook voor het eerst gewag gemaakt van een grafelijke tol.
De hoofdbron van inkomsten van de inwoners waren altijd al de landbouw (vooral graan- en, sinds de 19e eeuw, suikerbietenteelt) en enkele daarvan afgeleide nevenindustrieën. Zo was er tijdens de tweede helft van de 13e eeuw een pastelmolen bedrijvig, die werkte met ter plaatse gewonnen wede.
In 1764 waren er in het dorp twee jeneverstokerijen, die hun waren naar Luik uitvoerden. Er bestond op dat ogenblik eveneens een oliemolen in het dorp.
Ondergrondse krijtgroeves:

In Wasseiges en omgeving is er de voorbije eeuwen krijt ontgonnen in ondergrondse groeves. Er werd krijt uitgehaald om 'uitgemergelde' Haspengouwse velden te bemesten toen er nog geen kunstmest bestond. 
Er zijn nog steeds ondergrondse galerijen die niet opgevuld werden en waarvan de ligging niet meer bekend was. Het gebeurt nog dat Wasseiges geconfronteerd wordt met vergeten ondergrondse galerijen die instortten.
In 1813 telde het dorp 3 brouwerijen. Het begin van de 19e eeuw was tevens de periode dat er te Wasseiges mergel werd ontgonnen. Deze nu verdwenen industrie doet nog af en toe van zich spreken omdat zich ook vandaag nog grondverzakkingen voordoen als een van de sinds lang vergeten ondergrondse gangen of schachten van de mergelmijnen het plotseling begeeft. Soms lopen ook gebouwen hierdoor zware schade op (rue du Baron d’Obin, in de omgeving van het gemeentehuis), vermits men er niet voor schroomde de mergel van onder bestaande woningen weg te graven. In de loop van de 19e eeuw werd er in Wasseiges een bureau van de posterijen geopende, vestigden zich de eerste dokters en apothekers in het dorp en ontwikkelde de middenstand zich enigszins.
In 1977 werden Acosse, Ambresin en Meeffe bij Wasseiges aangehecht.
Vandaag blijft de landbouw de voornaamste bedrijvigheid in Wasseiges, terwijl handel (enkele drink- en eetgelegenheden, bakker, kleine bouwonderneming, zelfbedieningszaak…) en diensten (bankfiliaal, dokters, apothekers…) op een eerder bescheiden manier vertegenwoordigd blijven. Door de aanwezigheid van een postkantoor, een lagere school, het gemeentehuis en een parochiebibliotheek blijft Wasseiges ook nu nog zijn traditionele rol van lokaal centrum vervullen. Sinds de opening van de semi-residentiële camping “Clos du Lac”, op de oevers van de Mehaigne, pikt de plaats ook een graantje mee van het toerisme. Dit alles neemt echter niet weg dat van langsom meer inwoners buiten de dorps- en gemeentegrenzen tewerkgesteld zijn.

## Bezienswaardigheden
- De Sint-Martinuskerk (Église Saint-Martin) aan het Place communale. Tijdens het Ancien Régime bezat de Sint-Laurentiusabdij van Luik het patronaatsrecht van Wasseiges. De abdij was ook tiendenheffer van het dorp. Wasseiges - oorspronkelijk een parochie van het bisdom Luik - werd in 1561 bij het bisdom Namen ondergebracht. Sinds 1802 maakt de parochie opnieuw deel uit van het bisdom Luik. Het huidige kerkgebouw dateert van 1773 en onderging in 1871 een restauratie naar plannen van architect Henri Maquet. Het meubilair is grotendeels 19e-eeuws. Het orgel, afkomstig uit de Sint-Andreaskerk te Luik, stamt uit de 18e eeuw en is sinds 1992 beschermd.
- De Hoeve van het Kasteel van Wasseiges aan de Rue du Baron d'Obin 239. In Wasseiges was er een "Kasteel van Wasseiges" tot het in 1944 werd opgeblazen door terugtrekkende Duitsers. Het kasteeldomein werd na het overlijden van baron d’Obin in de 19de eeuw gekocht door Joseph Emmanuel Jérôme Zaman (1812-1894) een welvarende ondernemer die al goed zaken had gedaan door het samensmeden van een aantal kleinere porfiergroeven in Quenast tot een belangrijke onderneming. In de buurt van Wasseiges kocht hij veel landbouwgronden waar suikerbieten op geteeld werden. Samen met investeerders uit de buurt van Tienen richtte hij suikerfabrieken op in Ambresin en Branchon. Zaman - die ook al een spoorverbinding had aangelegd in Quenast - liet de suikerfabrieken van Ambresin en Branchon door een 9,5 km lang smalspoor verbinden met het station Noville-Taviers (te Noville-sur-Mehaigne). Daar was er aansluiting met de spoorlijn Namen-Tienen. Deze 'lijn 143' lijn werd op 1 september 1879 ingehuldigd. Omwille van het gebruik van minder krachtige locomotieven voor het smalspoor werden overbruggingen gebouwd voor de hellingen in de streek, zoals een indrukwekkend viaduct in metaal van 5,5 m hoog en 110 m lengte over de Baty (het marktplein) in Branchon.  Op 3 mei 1880 kwam ook Leopold II er naar kijken. Het “Zamantreintje” (“le petit train Zaman”), dat zowel goederen als personen vervoerde, bleef zijn werk doen tot in 1917 de sporen en het materiaal door de Duitsers werd aangeslagen en afgevoerd. Geruïneerd door de gevolgen van beurskrach van 1873 moest Zaman zijn kastelen en ondernemingen verkopen. Het kasteel van Wasseiges werd eigendom van de familie Gillain, zijn vennoot in de suikerfabriek van Ambresin. In 1939 werd in het kasteel een veldhospitaal ondergebracht, maar later werd het overgenomen door het Duitse leger, dat er naar verluidt spionageopdrachten uitvoerde. Nadat de  Duitsers het kasteel in 1944 opbliezen bleef enkel nog de kasteelboerderij over, die nu verbouwd is en opgedeeld in appartementen.
- De Ferme de la Dîme (Tiendenhoeve) aan de Rue du Baron d'Obin 248 is een imposante vierkanthoeve (16e en 17e eeuw) aan de westelijke ingang van het dorp, welke tegenwoordig in tweeën gesplitst. In één deel zijn zalen voor culturele activiteiten en feesten; het andere is een privéwoning gebleven.
- De Tumuli van het Bos van de Tombes ten noorden van Wasseiges (horende bij buurgemeente).
- De Tumuli du Soleil bij Ambresin

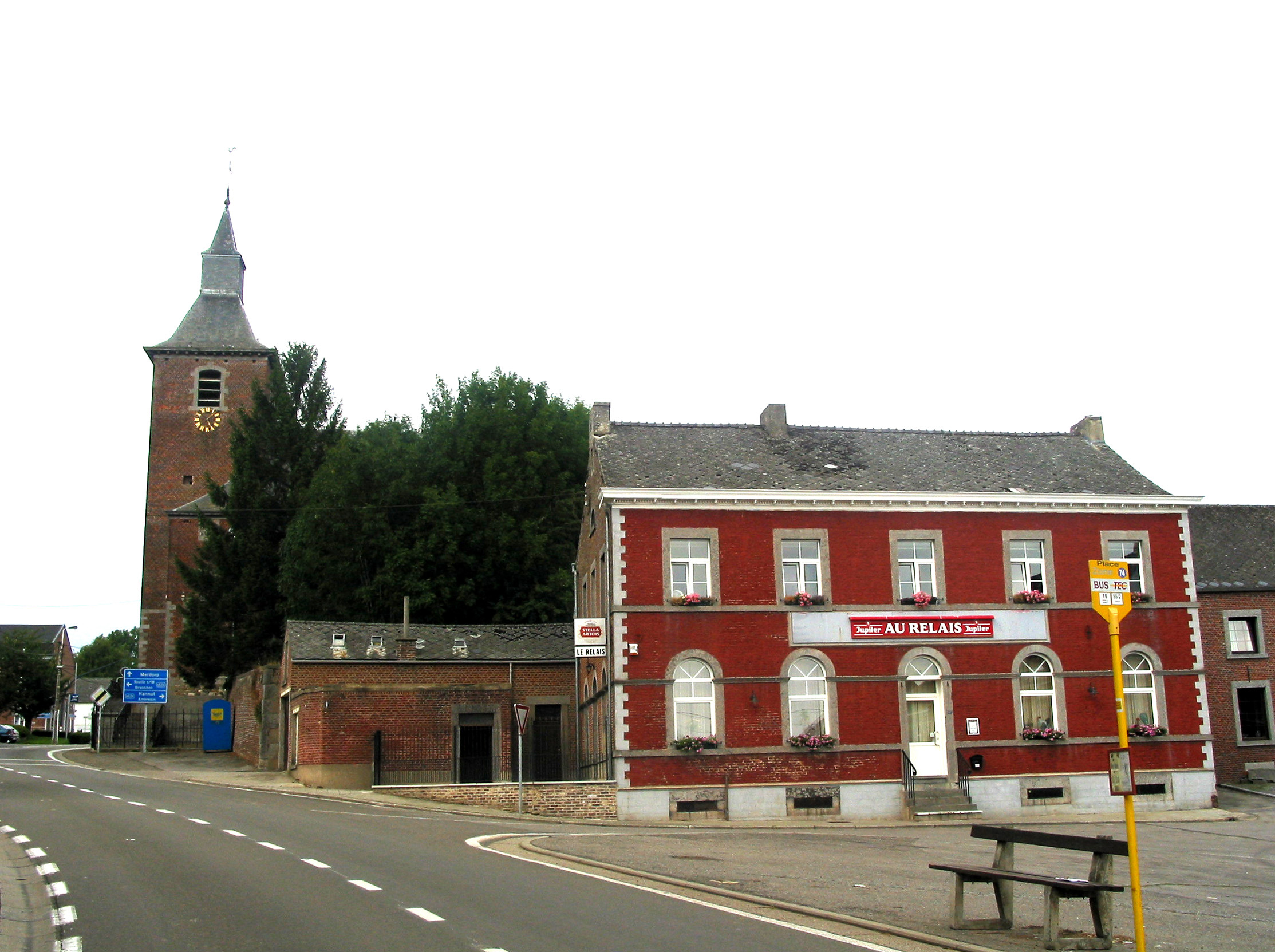
Kerk en herberg uit 19de eeuw in Wasseiges
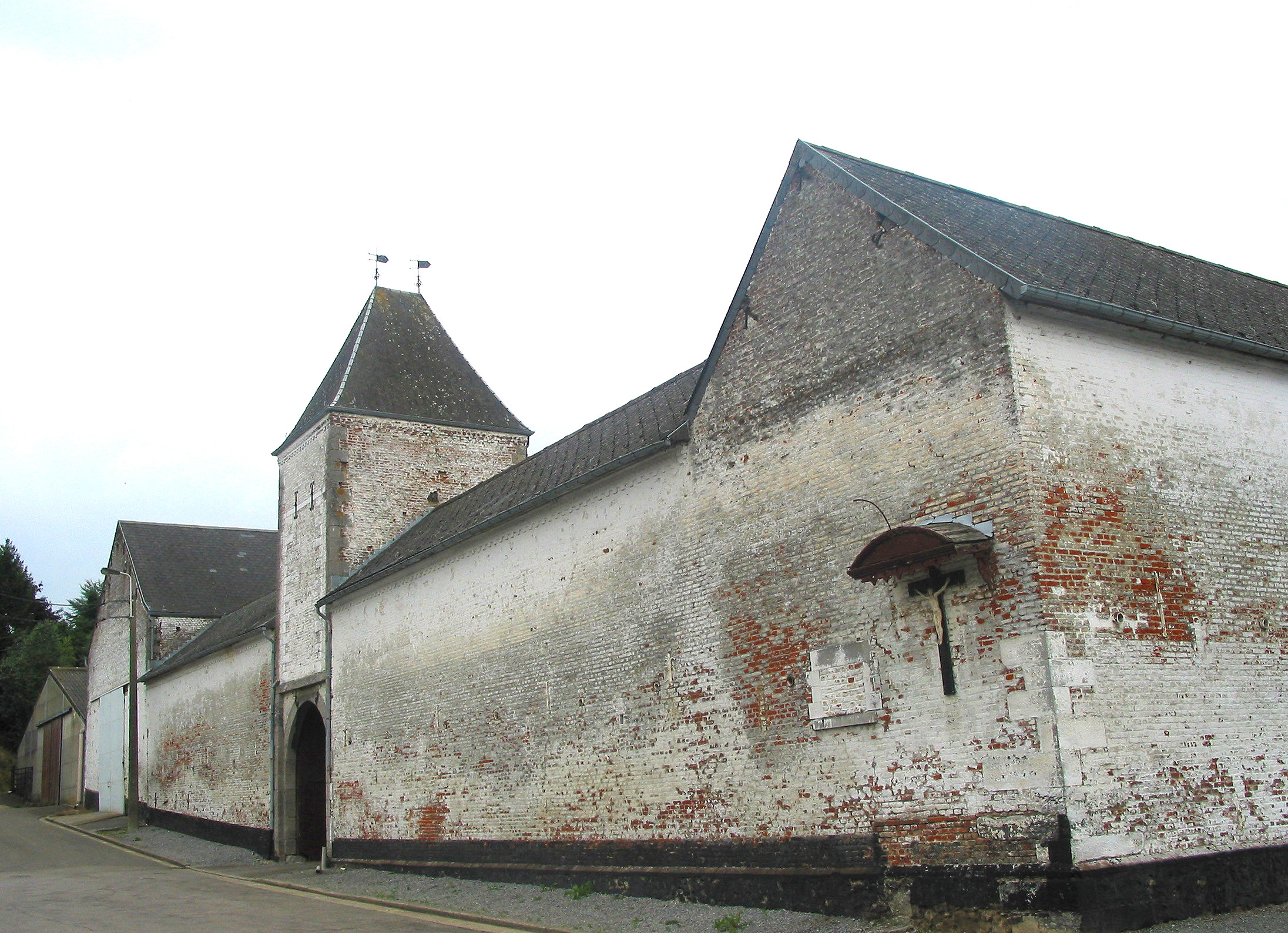
Ferme du Christ, een oude vierkantshoeve in het centrum
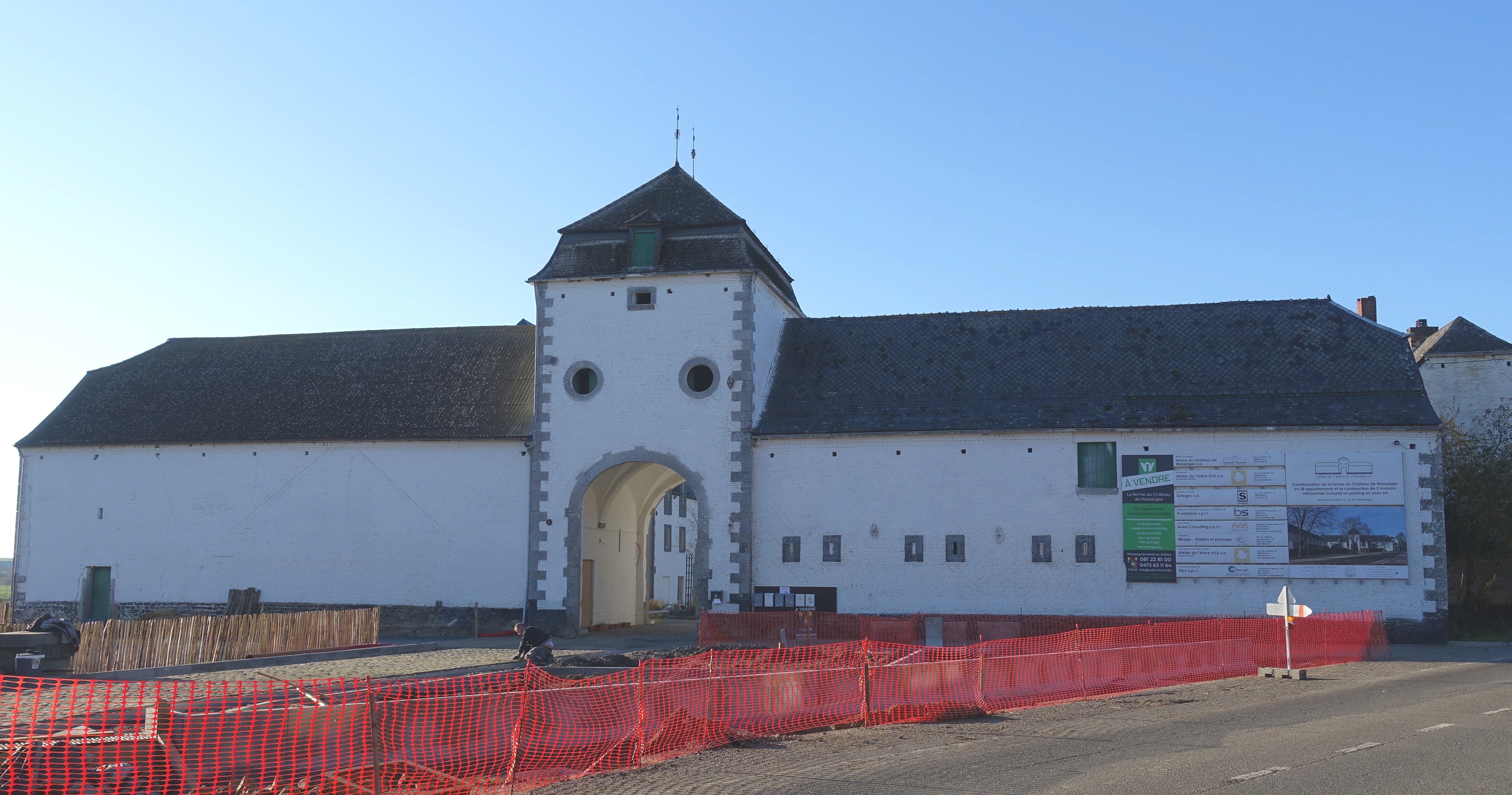
Hoeve van het vroegere kasteel van Wasseiges
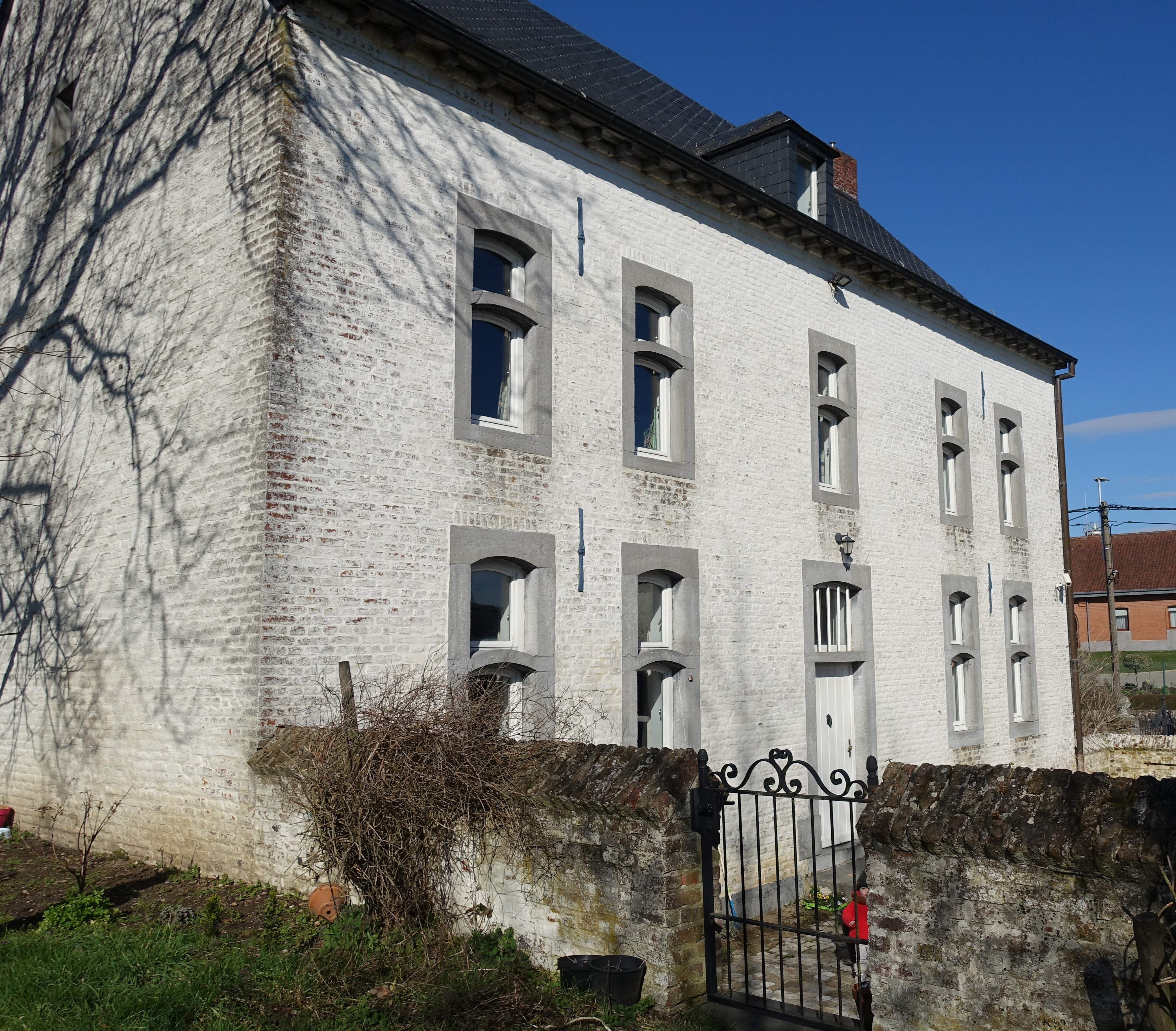
Huis van de Baljuw uit de 18de eeuw

## Kernen

### Deelgemeenten
| # | Naam      | Opp. (km²) | Inwoners (2020) | Inwoners per km² | NIS-code |
| - | --------- | ---------- | --------------- | ---------------- | -------- |
| 1 | Wasseiges | 6,75       | 1.022           | 151              | 64075A   |
| 2 | Ambresin  | 6,15       | 720             | 117              | 64075B   |
| 3 | Meeffe    | 9,02       | 868             | 96               | 64075C   |
| 4 | Acosse    | 2,56       | 359             | 140              | 64075D   |

## Natuur en landschap
In Wasseiges vond mergelwinning plaats. De plaats ligt aan de Mehaigne. De hoogte aan de kerk bedraagt 137 meter.

## Demografische ontwikkeling

### Demografische evolutie voor de fusie
- Bron:NIS - Opm:1831 t/m 1970=volkstellingen op 31 december

### Demografische ontwikkeling van de fusiegemeente
Alle historische gegevens hebben betrekking op de huidige gemeente, inclusief deelgemeenten, zoals ontstaan na de fusie van 1 januari 1977.
- Bronnen:NIS, Opm:1831 tot en met 1981=volkstellingen; 1990 en later= inwonertal op 1 januari

| Inwoners van jaar tot jaar op 1 januari 1992 tot heden | Inwoners van jaar tot jaar op 1 januari 1992 tot heden | Inwoners van jaar tot jaar op 1 januari 1992 tot heden |
| jaar                                                   | Aantal                                                 | Evolutie: 1992=index 100                               |
| ------------------------------------------------------ | ------------------------------------------------------ | ------------------------------------------------------ |
| 1992                                                   | 1.909                                                  | 100,0                                                  |
| 1993                                                   | 1.968                                                  | 103,1                                                  |
| 1994                                                   | 2.024                                                  | 106,0                                                  |
| 1995                                                   | 2.057                                                  | 107,8                                                  |
| 1996                                                   | 2.100                                                  | 110,0                                                  |
| 1997                                                   | 2.167                                                  | 113,5                                                  |
| 1998                                                   | 2.181                                                  | 114,2                                                  |
| 1999                                                   | 2.204                                                  | 115,5                                                  |
| 2000                                                   | 2.241                                                  | 117,4                                                  |
| 2001                                                   | 2.300                                                  | 120,5                                                  |
| 2002                                                   | 2.339                                                  | 122,5                                                  |
| 2003                                                   | 2.383                                                  | 124,8                                                  |
| 2004                                                   | 2.406                                                  | 126,0                                                  |
| 2005                                                   | 2.465                                                  | 129,1                                                  |
| 2006                                                   | 2.517                                                  | 131,8                                                  |
| 2007                                                   | 2.580                                                  | 135,1                                                  |
| 2008                                                   | 2.581                                                  | 135,2                                                  |
| 2009                                                   | 2.606                                                  | 136,5                                                  |
| 2010                                                   | 2.654                                                  | 139,0                                                  |
| 2011                                                   | 2.694                                                  | 141,1                                                  |
| 2012                                                   | 2.718                                                  | 142,4                                                  |
| 2013                                                   | 2.741                                                  | 143,6                                                  |
| 2014                                                   | 2.794                                                  | 146,4                                                  |
| 2015                                                   | 2.833                                                  | 148,4                                                  |
| 2016                                                   | 2.844                                                  | 149,0                                                  |
| 2017                                                   | 2.893                                                  | 151,5                                                  |
| 2018                                                   | 2.962                                                  | 155,2                                                  |
| 2019                                                   | 2.937                                                  | 153,9                                                  |
| 2020                                                   | 2.969                                                  | 155,5                                                  |
| 2021                                                   | 2.996                                                  | 156,9                                                  |
| 2022                                                   | 3.060                                                  | 160,3                                                  |
| 2023                                                   | 3.144                                                  | 164,7                                                  |
| 2024                                                   | 3.138                                                  | 164,4                                                  |
| 2025                                                   | 3.187                                                  | 166,9                                                  |

## Politiek

### Resultaten gemeenteraadsverkiezingen sinds 1976
| Partij                                 | 10-10-1976 | 10-10-1976 | 10-10-1982 | 10-10-1982 | 9-10-1988 | 9-10-1988 | 9-10-1994 | 9-10-1994 | 8-10-2000 | 8-10-2000 | 8-10-2006 | 8-10-2006 | 14-10-2012 | 14-10-2012 | 14-10-2018 | 14-10-2018 | 13-10-2024 | 13-10-2024 |
| Stemmen / Zetels                       | %          | 9          | %          | 9          | %         | 9         | %         | 9         | %         | 11        | %         | 11        | %          | 11         | %          | 11         | %          | 13         |
| -------------------------------------- | ---------- | ---------- | ---------- | ---------- | --------- | --------- | --------- | --------- | --------- | --------- | --------- | --------- | ---------- | ---------- | ---------- | ---------- | ---------- | ---------- |
| PSD1 / EPAM2 / Epam-EcoloA / AllianceB | -          |            | -          |            | -         |           | 26,711    | 2         | 29,592    | 3         | 37,01A    | 4         | 48,04B     | 5          | 44,37B     | 5          | 35,93B     | 4          |
| ECOLO1 / Epam-EcoloA / AllianceB       | -          |            | -          |            | -         |           | -         |           | 16,081    | 1         | 37,01A    | 4         | 48,04B     | 5          | 44,37B     | 5          | 35,93B     | 4          |
| UC                                     | 48,67      | 5          | 56,33      | 5          | 60,64     | 6         | 71,31     | 7         | 54,33     | 7         | 49,21     | 6         | 51,96      | 6          | 53,57      | 6          | 64,07      | 9          |
| CN                                     | 29,4       | 3          | -          |            | -         |           | -         |           | -         |           | -         |           | -          |            | -          |            | -          |            |
| URD                                    | 21,93      | 1          | -          |            | -         |           | -         |           | -         |           | -         |           | -          |            | -          |            | -          |            |
| RPC                                    | -          |            | 42,11      | 4          | -         |           | -         |           | -         |           | -         |           | -          |            | -          |            | -          |            |
| PCB                                    | -          |            | 1,56       | 0          | -         |           | -         |           | -         |           | -         |           | -          |            | -          |            | -          |            |
| UAC                                    | -          |            | -          |            | 39,36     | 3         | -         |           | -         |           | -         |           | -          |            | -          |            | -          |            |
| GI.AIR                                 | -          |            | -          |            | -         |           | 1,98      | 0         | -         |           | -         |           | -          |            | -          |            | -          |            |
| EC                                     | -          |            | -          |            | -         |           | -         |           | -         |           | 13,79     | 1         | -          |            | -          |            | -          |            |
| PP                                     | -          |            | -          |            | -         |           | -         |           | -         |           | -         |           | -          |            | 2,06       | 0          | -          |            |
| Totaal stemmen                         | 1228       | 1228       | 1304       | 1304       | 1344      | 1344      | 1459      | 1459      | 1591      | 1591      | 1825      | 1825      | 1897       | 1897       | 2070       | 2070       | 2239       | 2239       |
| Opkomst %                              |            |            |            |            | 96,55     | 96,55     | 95,73     | 95,73     | 92,93     | 92,93     | 95,85     | 95,85     | 93,59      | 93,59      | 93,58      | 93,58      | 91,95      | 91,95      |
| Blanco en ongeldig %                   | 1,95       | 1,95       | 1,84       | 1,84       | 1,71      | 1,71      | 3,02      | 3,02      | 4,21      | 4,21      | 3,01      | 3,01      | 4,43       | 4,43       | 3,96       | 3,96       | 4,78       | 4,78       |

## Nabijgelegen kernen
Hemptinne, Meeffe, Merdorp, Branchon